# عبد الله بن ذباب المذحجي
عبد الله بن ذُباب بن الحارث بن عمرو بن الحارث بن ربيعة بن بلال بن أنس الله بن سَعْد العشيرة المَذْحِجي صحابي، له إدراك، وشهد صفّين مع علي بن أبي طالب؛ قَالَهُ ابْنُ الكَلْبِيّ. ومن ولده عبد العزيز بن ثابت بن عبد الله بن ذباب له ذكر.